# Хромка
Хро́мка — русская двухрядная диатоническая ручная гармоника.

## История
Создана в начале XX века в Вологде мастером Николаем Владимировичем Смысловым. Первоначально имела название «Северянка». В отличие от уже существовавших двухрядных «немецкой» и «венской» гармоник, у «северянки» звучание не зависело от направления движения меха. Такое же свойство имели хроматические гармоники (баяны), из-за этого сходства северянку стали называть хромкой. Примерно через 10—15 лет она обрела популярность в народе.
В 1925—30 годы хромка окончательно вытеснила из массового использования венскую («венку») и другие виды гармоней, став основным видом диатонической гармони в России до настоящего времени.

## Клавиатуры
В начале своего появления, на правой клавиатуре хромки имелась 21 клавиша, на левой клавиатуре 12 клавиш с отдельными звуками (басами) и аккордами (схема 3). В дальнейшем длительный период времени на правой клавиатуре размещали 23 клавиши. В настоящее время наиболее распространённым видом гармони-хромки является хромка с 25-ю клавишами в правой и 25-ю клавишами в левой клавиатуре (условное обозначение: 25×25).
Гармонь-хромка имеет определённую тональность (из нескольких возможных), например, Ля, До, Ре, Фа — это означает тональность мажорной гаммы, которую можно извлекать на гармони.
Примечание: приведённые ниже примеры нот соответствуют гармони с тональностью До.
Несмотря на своё название, гармонь-хромка (сокращение от слова хроматическая) является диатоническим музыкальным инструментом, то есть звукоряд данной гармони основан на диатонической натуральной мажорной (и параллельной ей минорной) гамме. Мажорная гамма имеет ноты: До, Ре, Ми, Фа, Соль, Ля, Си; минорная гамма: Ля, Си, До, Ре, Ми, Фа, Соль.
Вертикальные ряды кнопок у правой и левой клавиатур нумеруются, начиная от меха.

### Правая
| 2                            | 1 |
| ---------------------------- | - |
| Ми2{\displaystyle \flat }    |   |
| Фа2{\displaystyle \sharp }   |   |
| Соль1{\displaystyle \sharp } |   |
| Ре1                          |   |
| До1                          |   |
| Фа1                          |   |
| Ми1                          |   |
| Ля1                          |   |
| Соль1                        |   |
| До2                          |   |
| Си1                          |   |
| Ми2                          |   |
| Ре2                          |   |
| Соль2                        |   |
| Фа2                          |   |
| Си2                          |   |
| Ля2                          |   |
| Ре3                          |   |
| До3                          |   |
| Фа3                          |   |
| Ми3                          |   |
| Ля3                          |   |
| Соль3                        |   |
| До4                          |   |
| Си3                          |   |
|                              |   |
|                              |   |
|                              |   |

Схема 1. Условные обозначения: нижний индекс рядом с нотами означает номер октавы.
На правой клавиатуре исполняется мелодия. Количество вертикальных рядов кнопок — 2, количество кнопок — 25.
Диапазон правой клавиатуры — три мажорных гаммы (3 неполных октавы), тональность которых соответствует тональности гармони: звуки от До первой октавы до До четвёртой октавы.
Отдельно, в самом верху клавиатуры, располагается три дополнительных хроматических (альтерированных) звука: Соль-диез первой октавы, Ми-бемоль и Фа-диез второй октавы. У хромки с 27-ю клавишами в правой клавиатуре кроме указанных звуков ещё добавлены До-диез и Си-бемоль.

#### Количество голосов
Хромки отличаются по максимальному количеству одновременно звучащих язычков (голосов) при нажатии одной кнопки на правой клавиатуре. Гармони с количеством голосов больше одного имеют разную настройку язычков: строевые язычки с розливом звучат чуть выше строевых, октавные ниже строевых на октаву, пикколо выше строевых на октаву.
| Вид гармони | Строевые | Строевые с розливом | Октавные | Пикколо |
| ----------- | -------- | ------------------- | -------- | ------- |
| 2-голосная  | 1        | 1                   |          |         |
| 3-голосная  | 1        | 1                   | 1        |         |
| 3-голосная  | 1        | 1                   |          | 1       |
| 4-голосная  | 1        | 1                   | 1        | 1       |

### Левая
Схемы 2 и 3. Условные обозначения: Б — мажорное трезвучие, М — минорное трезвучие, 7 — септаккорд. Ноты относятся к большой октаве.
На левой клавиатуре исполняется сопровождение для мелодии (аккомпанемент). Количество вертикальных рядов кнопок — 3, количество кнопок — 25.
Диапазон левой клавиатуры — одна мажорная гамма (басовые (низкие) ноты от До до Си большой октавы), тональность которой соответствует тональности гармони, и один хроматический звук Фа-диез.
Первый вертикальный ряд кнопок (самый ближний к меху) называется вспомогательным, в нём располагаются кнопки только с определёнными басовыми звуками, которые повторяются, кроме самой верхней кнопки Фа-диез, в двух других вертикальных рядах клавиатуры. Звуки Ля и Ре дублируются трижды. Дублирование кнопок необходимо для удобства игры на гармони.
Кроме отдельных басовых звуков, в левой клавиатуре также имеются кнопки, при нажатии которых звучит целый аккорд, а именно:
- Три мажорных трезвучия: Фа, До, Соль — в третьем ряду.
- Два минорных трезвучия: Ре, Ля — во втором ряду.
- Три септаккорда: Ре — в третьем, Ми, Си — во втором ряду.

Упрощённый вид хромки в левой клавиатуре имеет 12 кнопок с 6 нотами и 6 аккордами: по 2 мажорных и минорных трезвучия от тоники и субдоминанты, и 2 доминантсептаккорда (схема 3). В правой клавиатуре 21—23 кнопки. Была широко распространена в России и на Украине. Изготавливалась во времена СССР Росмузпром-Армавирской Фабрикой. Цена составляла 26 рублей.

## Исполнители
- Заволокин, Геннадий Дмитриевич
- Плешивцев, Иван Антонович
- Растеряев, Игорь Вячеславович
- Шипков, Игорь Вадимович